# Joe Kovacs
Joseph „Joe” Mathias Kovacs (ur. 28 czerwca 1989 w Bethlehem) – amerykański lekkoatleta pochodzenia węgierskiego specjalizujący się w pchnięciu kulą.
W 2015 zdobył w Pekinie złoty medal mistrzostw świata. Wicemistrz olimpijski z Rio de Janeiro (2016). Rok później zdobył w Londynie srebrny medal światowego czempionatu.
W 2019 sięgnął po drugie złoto światowego czempionatu, ustanawiając wynikiem 22,91 rekord mistrzostw świata, który przetrwał do 19 sierpnia 2023 (pobił go Ryan Crouser). W 2021 zdobył swoje drugie srebro igrzysk olimpijskich. Rok później po raz drugi sięgnął po srebro mistrzostw świata, a w Budapeszcie w 2023 wywalczył piąty medal światowego czempionatu, tym razem brązowego koloru. Podczas kolejnych igrzysk olimpijskich w Paryżu (2024) wywalczył trzeci srebrny medal.
Złoty medalista mistrzostw Stanów Zjednoczonych.
Stawał na podium mistrzostw NCAA.
Rekordy życiowe: stadion – 23,23 (7 września 2022, Zurych) 2. wynik w historii światowej lekkoatletyki; hala – 22,05 (13 lutego 2021, Geneva).

## Osiągnięcia
| Rok  | Impreza                   | Miejsce        | Lokata     | Wynik |
| ---- | ------------------------- | -------------- | ---------- | ----- |
| 2013 | Uniwersjada               | Kazań          | –          | NM    |
| 2014 | Puchar interkontynentalny | Marrakesz      | 3. miejsce | 20,87 |
| 2015 | Mistrzostwa świata        | Pekin          | 1. miejsce | 21,93 |
| 2016 | Igrzyska olimpijskie      | Rio de Janeiro | 2. miejsce | 21,78 |
| 2017 | Mistrzostwa świata        | Londyn         | 2. miejsce | 21,66 |
| 2019 | Mistrzostwa świata        | Doha           | 1. miejsce | 22,91 |
| 2021 | Igrzyska olimpijskie      | Tokio          | 2. miejsce | 22,65 |
| 2022 | Mistrzostwa świata        | Eugene         | 2. miejsce | 22,89 |
| 2023 | Mistrzostwa świata        | Budapeszt      | 3. miejsce | 22,12 |
| 2024 | Igrzyska olimpijskie      | Paryż          | 2. miejsce | 22,15 |